# Engelbert von Brabant
Engelbert von Brabant († 18. Dezember 1199) war Bischof von Olmütz.
Nach der Überlieferung stammte Engelbert aus Brabant und war vermutlich Archidiakon von Olmütz. Der Herzog von Böhmen und gleichzeitige Bischof von Prag Heinrich Břetislav ernannte ihn wahrscheinlich 1194 zum Bischof von Olmütz. Nach der Mährischen Chronik soll seine Bischofsweihe in Eger stattgefunden haben.
Über seine kurze Amtszeit ist wenig bekannt. 1196 wurde er als Zeuge in einer Urkunde erwähnt, 1197 weihte er die neue Klosterkirche in Gradisch. Der päpstliche Legat Peter beauftragte ihn, die Priesterweihe zu erteilen.
Nach dem Tod Heinrich Břetislavs war Engelbert 1197 bis zur Ernennung des Bischofs Daniel II. (Milík) Administrator des Bistums Prag.